# Koço Muka
Koço Muka (nevének ejtése kɔt͡ʃɔ muka; Himara, 1895 – Grottaferrata, 1954. november 21.) albán csendőrtiszt, politikus, 1944-ben Albánia oktatásügyi minisztere volt.

## Életútja
A dél-albániai Himarában született Muka a gimnáziumot Janinában végezte el, majd 1916-ban Konstantinápolyban szerzett jogi oklevelet. Hazatérése után Himarában töltött be közjegyzői állást, 1920-tól 1924-ig pedig a csendőrségnél szolgált, rövid ideig Gjirokastra csendőrparancsnoka is volt. 1924-ben elhagyta hazáját, és a következő másfél évtizedben Olaszországban, Görögországban és Ausztriában élt. A második világháború kirobbanása után hazatért, 1942-től Gjirokastrában volt csendőrfelügyelő, majd átmenetileg prefektushelyettes. 1943 augusztusában összekülönbözött az olasz megszállók egyik tábornokával, és embereivel együtt kilépett a csendőrség kötelékéből. Még ugyanabban az évben az antikommunista Nemzeti Front vezetőségi tagja lett. Albánia német megszállása alatt, 1944. február 7-étől június 16-áig Rexhep Mitrovica, majd július 18-ától augusztus 28-áig Fiqri Dine kormányának oktatásügyi minisztere volt. Ezt követően elhagyta Albániát, és olaszországi emigrációban élt 1954-ben, ötvenkilenc éves korában bekövetkezett haláláig.